# Aloe spicata

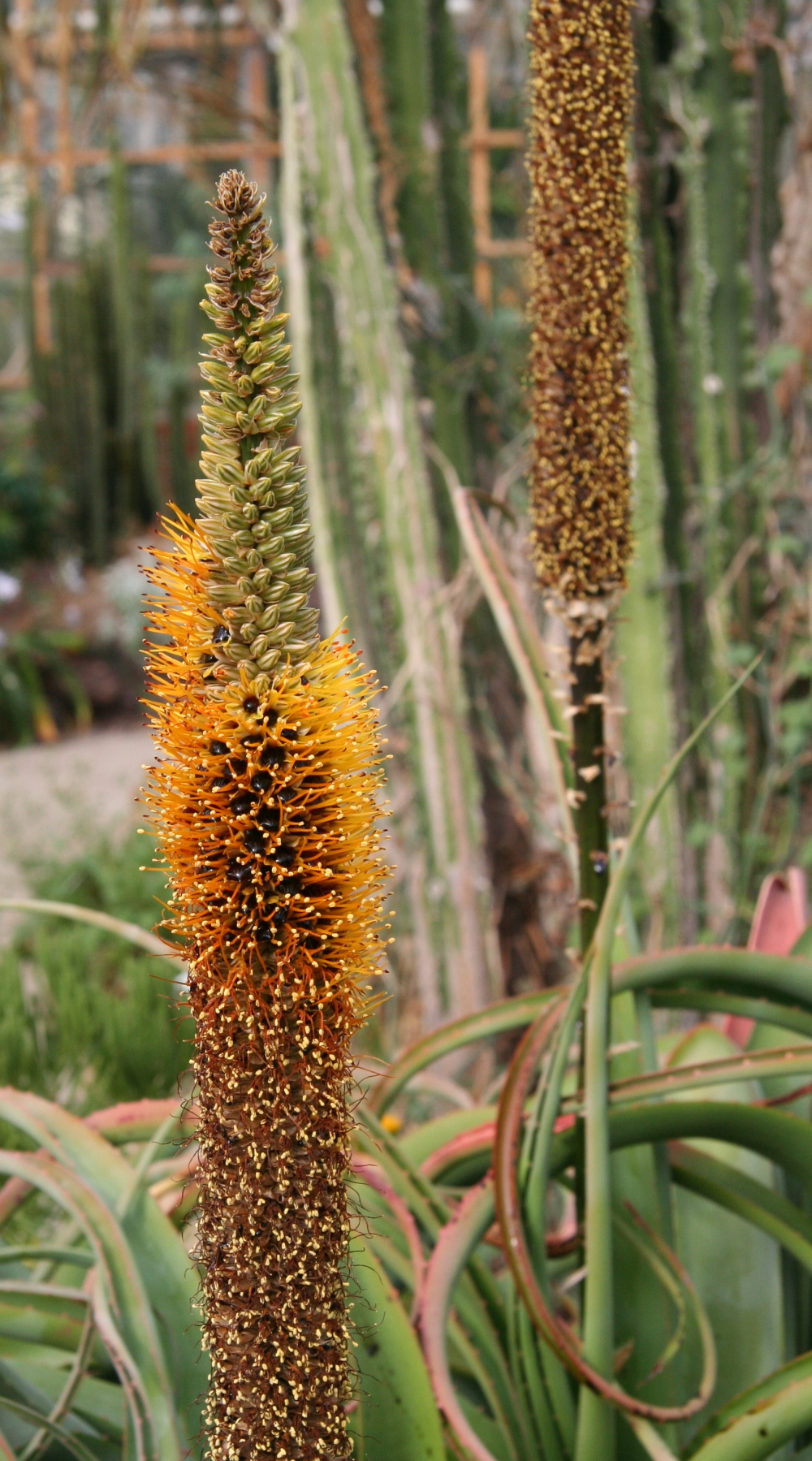
Ausschnitt aus dem Blütenstand

Aloe spicata ist eine Pflanzenart der Gattung der Aloen in der Unterfamilie der Affodillgewächse (Asphodeloideae). Das Artepitheton spicata stammt aus dem Lateinischen, bedeutet ‚mit einer Ähre‘ und verweist auf den langen und dichtblütigen, ährenähnlichen Blütenstand der Art.

## Beschreibung

### Vegetative Merkmale
Aloe spicata wächst stammbildend, ist einfach oder verzweigend. Der Stamm erreicht eine Länge von bis zu 2 Meter. Die etwa 30 lanzettlich verschmälerten Laubblätter bilden dichte Rosetten. Die grüne bis rötliche Blattspreite ist etwa 50 bis 60 Zentimeter lang und 7 bis 9 Zentimeter breit. Die tiefrosafarbenen bis rötlichen Zähne am rötlichen Blattrand sind 1 bis 1,5 Millimeter lang und stehen 8 bis 12 Millimeter voneinander entfernt.

### Blütenstände und Blüten
Der einfache Blütenstand erreicht eine Länge von bis zu 100 Zentimetern oder mehr. Die sehr dichten, zylindrischen Trauben sind etwa 30 bis 40 Zentimeter lang und 4 bis 5 Zentimeter breit. Die Brakteen sind eiförmig lang gespitzt, ein Blütenstiel ist nicht vorhanden. Die glockenförmigen, grünlich gelben Blüten sind 14 bis 15 Millimeter lang. Ihre äußeren Perigonblätter sind nicht miteinander verwachsen. Die Staubblätter und der Griffel ragen 10 Millimeter aus der Blüte heraus.

## Systematik und Verbreitung
Aloe spicata ist in Mosambik, Simbabwe, den südafrikanischen Provinzen KwaZulu-Natal und Mpumalanga sowie in Eswatini auf Granitfelsvorkommen und Klippen bis in Höhen 1700 Metern verbreitet. 
Die Erstbeschreibung durch Carl von Linné den Jüngeren wurde 1782 veröffentlicht.
Ein Synonym ist Aloe sessiliflora Pole-Evans (1917).

## Nachweise